# أل بو نعيم (حسيني)
أل بو نعيم (بالفارسية: آلبونعیم) هي قرية تقع في إيران في قسم حسيني الريفي. يقدر عدد سكانها بـ 274 نسمة بحسب إحصاء 2016.